# Calymperes tenerum
Calymperes tenerum är en bladmossart som beskrevs av C. Müller 1872. Calymperes tenerum ingår i släktet Calymperes och familjen Calymperaceae. Inga underarter finns listade i Catalogue of Life.